# Kempston Hardwick
Kempston Hardwick – wieś w Anglii, w hrabstwie ceremonialnym Bedfordshire, w dystrykcie (unitary authority) Bedford. Leży 6 km na południowy zachód od centrum miasta Bedford i 70 km na północ od centrum Londynu.